# Peter Gavin Hall
Pour les articles homonymes, voir Peter Hall et Hall.
Peter Gavin Hall (20 novembre 1951 – 9 janvier 2016) est un chercheur australien en théorie des probabilités et statistiques mathématiques. La Société américaine de statistique l'a décrit comme l'un des statisticiens théoriques les plus influents et les plus prolifiques de l'histoire du domaine.

## Formation
Hall a fréquenté la Sydney Technical High School (en) à Bexley pendant les années 1964-1969. Il s'est classé constamment élevé dans les résultats des examens et, au cours de sa dernière année, il a été parmi les meilleurs élèves de sa promotion et a remporté le prix des mathématiques de l'Old Boys' Union.
Hall a obtenu son doctorat à l'université d'Oxford en 1976 pour des recherches dirigées par John Kingman.

## Carrière et recherches
Hall est un auteur en probabilités et statistiques. Mathscinet le répertorie avec 606 publications en janvier 2016. En 2016 Google Scholar lui attribue un indice h de 113. Il a contribué à des statistiques non paramétriques, en particulier pour l'estimation de la courbe et le rééchantillonnage : la méthode bootstrap, le lissage, l'estimation de la densité et la sélection de la bande passante. Il a travaillé sur de nombreuses applications dans les domaines de l'économie, de l'ingénierie, des sciences physiques et des sciences biologiques. Hall a également contribué à la mesure de la rugosité de surface à l'aide de fractales. En théorie des probabilités, il a apporté de nombreuses contributions à la théorie limite, les processus spatiaux et la géométrie stochastique (en). Son article «Theoretical comparison of bootstrap confidence intervals» (Annals of Statistics, 1988) a été réimprimé dans la collection Breakthroughs in Statistics.
Il est un lauréat de l'Australian Research Council (ARC) à la School of Mathematics and Statistics de l'université de Melbourne et avait également une nomination conjointe à l'université de Californie à Davis. Il a auparavant occupé un poste de professeur au Center for Mathematics and its Applications à l'université nationale australienne. Il était un chercheur ISI hautement cité[réf. nécessaire]. Il est l'un des trois seuls chercheurs basés en dehors de l'Amérique du Nord à remporter le prestigieux prix COPSS[réf. nécessaire].

## Distinctions et prix
Ses prix et distinctions comprennent : 
- 2015 Fellow de l'Académie des Sciences Sociales d'Australie[6]
- 2013 Correspondant étranger de l'Académie nationale des sciences[7]
- 2013 Officier de l'Ordre d'Australie (AO)[8]
- 2012 Prix Samuel-Wilks
- 2011 Médaille Guy en argent[9]
- 2010 Médaille George Szekeres[10]
- 2009 : Médaille Moyal
- 2007 Matthew Flinders Medal and Lecture (en)[11]
- 2000 Elu Fellow de la Royal Society (FRS)[12]
- 1998 Conférencier invité au Congrès international des mathématiciens[13]
- 1996 Fellow de la Société américaine de statistique[14]
- 1994 Médaille Hannan de l'Académie australienne des sciences
- 1990 Médaille Pitman de la Société statistique d'Australie[15]
- 1989 Prix COPSS du Committee of Presidents of Statistical Societies.
- 1989 Médaille Thomas Ranken Lyle
- 1987 Fellow de l'Académie australienne des sciences (FAA)[16]
- 1986 Prix Rollo-Davidson, Université de Cambridge
- 1986 Médaille de la Société mathématique australienne
- 1986 Médaille Edgeworth-David, Royal Society of New South Wales[17]
- 1984 Fellow de l'Institut de statistique mathématique[18]

Il reçoit des doctorats honoraires en Science de l'université de Sydney (2009), de l'université catholique de Louvain, de l'Université de Glasgow et de l'Universidad de Cantabria.
De 2006 à 2008 il est président de la Société mathématique australienn.

### Hommage
Le bâtiment de l'École de mathématiques et de statistique de l'université de Melbourne est rebaptisé bâtiment Peter Hall en son honneur le 9 décembre 2016,,,,.

## Publications

### Livres
- P. Hall et C. C. Heyde (1980): Martingale Limit Theory and its Application, Academic Press, New York.  (ISBN 0-12-319350-8)
- P. Hall (1982): Rates of Convergence in the Central Limit Theorem, Pitman, Londres.  (ISBN 0-273-08565-4).
- P. Hall (1988): Introduction to the Theory of Coverage Processes, Wiley, New York.  (ISBN 0-471-85702-5).
- P. Hall (1992): The Bootstrap and Edgeworth Expansion, Springer, New York.  (ISBN 0-387-97720-1).

### Articles
- P. Hall et E. Seneta (1988). Products of independent normally attracted random variables, Probability Theory and Related Fields, 78, 135-142.

## Famille
Peter Hall est le fils de la pionnière de la radiophysique et de la radioastronomie Ruby Payne-Scott et du technicien téléphonique William Holman Hall. Sa sœur cadette, Fiona Margaret Hall (en), est photographe artistique et sculpteur. Hall était un photographe passionné avec un intérêt particulier pour la photographie de train. Il aimait voyager et visitait régulièrement de nombreuses universités à travers le monde. Il est décédé d'une leucémie à Melbourne le 9 janvier 2016. Il laisse dans le deuil son épouse, Jeannie.